# Luleč
Luleč (en allemand : Lultsch) (en allemand : Rosternitz) est une commune du district de Vyškov, dans la région de Moravie-du-Sud, en République tchèque. Sa population s'élevait à 958 habitants en 2020.

## Géographie
Luleč se trouve à 6 km au sud-ouest du centre de Vyškov, à 25 km à l'est-nord-est de Brno et à 202 km au sud-est de Prague.
La commune est limitée par Račice-Pístovice au nord, par Drnovice et Vyškov à l'est, par Rostěnice-Zvonovice au sud-est, par Nemojany au sud et à l'ouest.

## Histoire
La première mention écrite de la localité date de 1349.